# 万城目学
万城目 学（まきめ まなぶ、本名同じ、1976年〈昭和51年〉2月27日 - ）は、日本の小説家。大阪府出身。京都大学法学部卒業。
『鴨川ホルモー』『プリンセス・トヨトミ』などの、実在の事物や日常の中に奇想天外な非日常性を持ち込むファンタジー小説で知られ、作風は「万城目ワールド」と呼ばれる。直木三十五賞を6回目の候補作『八月の御所グラウンド』で受賞した。

## 経歴・人物
清風南海中学校・高等学校卒業後、1浪ののちに京都大学法学部に入学。秋田県知事の鈴木健太やお笑い芸人のロザン・宇治原史規は大学の同級生に当たる。元々は京大よりも難易度が低い大学を志望していたが、自分よりも成績が悪い友人が京大を志望していたことから、釣られて志望校を変えた。高校1年生のときに古文の教師から受けた「かしこすぎると先のことが見えて、あきらめてしまう。アホになりなさい」という助言によって生まれた「アホになる力」が受験への原動力となった。のちに小説家を目指すと決断したのも、この力によるものであると語っている。
大学ではアカペラサークルに所属するも、どこか満たされない気持ちから、3年生になってからは顔を出さなくなった。将来への不安を抱えながら賀茂川の河川敷でぼんやりと過ごすなかで、小説の執筆を思い立った。
卒業後は化学繊維会社へ就職、静岡の工場に配属され経理マンをしながら小説を書いていたが、26歳の時に東京本社への転勤を言い渡され、残業続きで書く時間がなくなることを危惧し、辞令が出る前に退社し東京へ移る。このころの出来事をのちの『バベル九朔』に活かす。2年で芽が出なければ社会復帰すると決め、投稿生活を送るも成果が出ず、資格の学校に通って再就職の準備を始めた矢先に、第4回ボイルドエッグズ新人賞を受賞し2006年（平成18年）『鴨川ホルモー』でデビュー。同書は『本の雑誌』で2006年エンターテインメント1位になり、2007年（平成19年）の本屋大賞にもノミネートされた。
第2作『鹿男あをによし』は、第137回直木三十五賞候補となる。2009年（平成21年）、『プリンセス・トヨトミ』で第141回直木賞候補。2009年度咲くやこの花賞受賞。2010年（平成22年）、『かのこちゃんとマドレーヌ夫人』で第143回直木賞候補。2013年（平成25年）、『とっぴんぱらりの風太郎』で第150回直木賞候補。2014年（平成26年）、『悟浄出立』で第5回山田風太郎賞候補、第152回直木賞候補。2016年（平成28年）、『バベル九朔』で第7回山田風太郎賞候補。2018年（平成30年）、『パーマネント神喜劇』で第31回山本周五郎賞候補。2021年（令和3年）、『ヒトコブラクダ層ぜっと』で第12回山田風太郎賞候補。
2010年（平成22年）には、フジテレビ系列で放送されている『世にも奇妙な物語』の「20周年スペシャル・秋 〜人気作家競演編〜」で、「はじめの一歩」を書き下ろした。万城目は放送開始当初からのファンで、1991年（平成3年）に放映された「大蒜」（主演：榊原郁恵）が印象に残っているとインタビューで語っている。
2022年（令和4年）、大阪市高速電気軌道（大阪メトロ）営業部からの執筆依頼を受け、沿線を舞台とした連作短編小説「みをつくし戦隊メトレンジャー」を書き下ろした。5路線の5駅で各5000部限定で無料配布が行われた。
2023年（令和5年）、『ホルモー六景』以来16年ぶりとなる京都を舞台とした小説『八月の御所グラウンド』を発表した。本作は、万城目にとって6度目となる直木賞の候補作となった。2024年（令和6年）1月17日に第170回芥川賞・直木賞の選考会が行われ、河﨑秋子の『ともぐい』とともに直木賞の受賞が決まった。
2024年（令和6年）にはChageのシングル曲『飾りのない歌』の作詞を行い、作詞家としての活動を開始。

## 評価
京都大学卒業の大森望は、同じく京大卒の森見登美彦と合わせて、その面白さの背景にマジックリアリズムがあると話す。京大生にとってはリアルな出来事が、東京から見るとフィルターがかかり、非現実的でファンタジーに見えると分析している。
書評家の大矢博子は「奇想天外、荒唐無稽が持ち味」と評している。その中でも最も奇想天外な作品として『ヒトコブラクダ層ぜっと』を挙げている。
書評家の杉江松恋は、万城目の特徴を「虚構を語る小説ならではのうそを、現実と接続する手法に優れていること」としたうえで、現代を代表する幻想小説作家の1人であると高く評価している。

## 受賞・候補歴
- 2005年 - 『鴨川ホルモー』で第4回ボイルドエッグズ新人賞受賞
- 2007年 - 『鴨川ホルモー』で第4回本屋大賞候補[20]
- 2007年 - 『鹿男あをによし』で第137回直木三十五賞候補
- 2008年 - 『鹿男あをによし』で第5回本屋大賞候補[21]
- 2009年 - 『プリンセス・トヨトミ』で第141回直木三十五賞候補
- 2010年 - 『かのこちゃんとマドレーヌ夫人』で第143回直木三十五賞候補
- 2013年 - 『とっぴんぱらりの風太郎』で第150回直木三十五賞候補
- 2014年 - 『悟浄出立』で第152回直木三十五賞候補・第5回山田風太郎賞候補[22]
- 2016年 - 『バベル九朔』で第7回山田風太郎賞候補[23]
- 2018年 - 『パーマネント神喜劇』で第31回山本周五郎賞候補[24]
- 2021年 - 『ヒトコブラクダ層ぜっと』で第12回山田風太郎賞候補[25]
- 2024年 - 『八月の御所グラウンド』で第170回直木三十五賞受賞

## 作品リスト

### 小説

#### シリーズ作品
- 「鴨川ホルモー」シリーズ
  - 鴨川ホルモー（2006年4月 産業編集センター / 2009年2月 角川文庫）
  - ホルモー六景（2007年11月 角川書店 / 2010年11月 角川文庫）
- あの子とヴァンパイア
  - あの子とQ（2022年8月 新潮社 / 2025年3月 新潮文庫）
  - あの子とO（2025年5月 新潮社）

#### 単発作品
- 鹿男あをによし（2007年4月 幻冬舎 / 2010年4月 幻冬舎文庫）
- プリンセス・トヨトミ（2009年4月 文藝春秋 / 2011年4月 文春文庫）
- かのこちゃんとマドレーヌ夫人（2010年1月 ちくまプリマー新書 / 2013年1月 角川文庫 / 2013年3月 角川つばさ文庫）
- 偉大なる、しゅららぼん（2011年4月 集英社 / 2013年12月 集英社文庫）
- とっぴんぱらりの風太郎（2013年9月 文藝春秋 / 2016年9月 文春文庫【上・下】）
- 悟浄出立（2014年7月 新潮社 / 2016年12月 新潮文庫）
- バベル九朔（2016年3月 角川書店 / 2019年2月 角川文庫）
- パーマネント神喜劇（2017年6月 新潮社 / 2020年4月 新潮文庫）
- ヒトコブラクダ層ぜっと（2021年6月 幻冬舎）
  - 【改題】ヒトコブラクダ層戦争（2023年11月 幻冬舎文庫【上・下】）
- 八月の御所グラウンド（2023年8月 文藝春秋）
- 六月のぶりぶりぎっちょう（2024年6月 文藝春秋）

### エッセイ
- ザ・万歩計（2008年3月 産業編集センター / 2010年7月 文春文庫）
- ザ・万遊記（2010年4月 集英社 / 2012年5月 集英社文庫）
- ザ・万字固め（2013年2月 ミシマ社 / 2016年2月 文春文庫）
- べらぼうくん（2019年10月 文藝春秋 / 2022年9月 文春文庫）
- 万感のおもい（2022年4月 夏葉社）
- ザ・エッセイ万博（2025年8月 ポプラ社）

### 共著
- ぼくらの近代建築デラックス!（2012年11月 文藝春秋 / 2015年5月 文春文庫） - 門井慶喜との共著

### アンソロジー
※ 「」内が万城目学の作品
- 児玉清の「あの作家に会いたい」 児玉清著（2009年7月 PHP研究所）- 著者と対談
- 言葉ふる森 （2010年1月 山と渓谷社）「馬上少年過」
- スタートライン ― 始まりをめぐる19の物語 （2010年4月 幻冬舎文庫）「魔コごろし」
- 冬の本（2012年12月 夏葉社）「どんぐり」
- 僕が愛したMEME(ミーム)たち 小島秀夫著（2013年2月 メディアファクトリー）- 著者と対談
- 短篇ベストコレクション 現代の小説2014（2014年6月 徳間文庫）「インタヴュー」
- 時の罠（2014年7月 文春文庫）「トシ＆シュン」（その後パーマネント神喜劇に収録）
- みんなの少年探偵団（2014年11月 ポプラ社 / 2016年12月 ポプラ文庫）「永遠」
- 超短編！ 大どんでん返し Special（2023年12月 小学館文庫）「おとうちゃん」
- V3（2024年10月 万筆社）「禿頭倶楽部」

### 限定販売作品
- 城崎裁判（2014年9月 NPO法人 本と温泉） - タオル地の表紙と撥水ペーパーで作られている／兵庫県 城崎温泉でのみ限定発売
- みをつくし戦隊メトレンジャー 完全版（2023年9月 万筆舎） - 大阪メトロのイベントで配布した5編に書き下ろしの2編を加えて書籍化／文学フリマ大阪・東京での限定販売
- 魔女のカレンダー（2024年7月 mimosabooks） - 通信販売限定

### 単行本未収録作品
- スーパー千代子（すばる 2014年1月号）
- メダリストの肖像（読売新聞 関西版 2014年3月25日朝刊）
- 万城目学の熊野詣（本の旅人 2016年10月号 - 11月号） - エッセイ
- 四泊七日（小説幻冬 2016年11月号 - 2017年1月号）

### 作詞提供
- 飾りのない歌 （2024年7月31日） - Chage

### 連載
- 万城目学と津村記久子の往復書簡ほなほな（京都新聞朝刊 2025年7月24日 - 連載中） - 月一連載（第4木曜日）

## メディア・ミックス

### テレビドラマ
- 鹿男あをによし （2008年1月17日 - 3月20日、全10話、フジテレビ系、主演：玉木宏・綾瀬はるか）
- 世にも奇妙な物語 20周年スペシャル・秋 〜人気作家競演編〜「はじめの一歩」（2010年10月4日、フジテレビ系、主演：大野智（嵐）・田中麗奈）
- バベル九朔（2020年10月20日 - 12月21日 、全10話、日本テレビ、主演：菊池風磨（Sexy Zone））[26]

### 映画
- 鴨川ホルモー（2009年4月18日公開、配給：松竹、監督：本木克英、主演：山田孝之・濱田岳・栗山千明）
- プリンセス トヨトミ（2011年5月28日公開、配給：東宝、監督：鈴木雅之、主演：堤真一・綾瀬はるか・岡田将生）
- 偉大なる、しゅららぼん（2014年3月8日公開、配給：アスミックエース・東映、監督：水落豊、主演：岡田将生・濱田岳）

### 舞台
- 鴨川ホルモー（2009年5月15日初演、吉祥寺シアター他、プロデュース：アトリエ・ダンカン、演出：鄭義信、主演：石田卓也・芦名星）
- 鴨川ホルモー、ワンスモア（2024年4月12日初演、サンシャイン劇場、サンケイホールブリーゼ、演出：上田誠、主演：中川大輔・八木莉可子）

### ラジオドラマ
- プリンセス・トヨトミ（2009年11月23日-12月4日、全10回、NHK-FM放送「青春アドベンチャー」、出演：利重剛 他）

### コミックス
- 鴨川ホルモー - 作画：渡会けいじ (角川書店〈角川コミックス・エース〉）全3巻
- 鹿男あをによし - 作画：梶原にき（幻冬舎コミックス〈バーズコミックス〉）全3巻
- 偉大なる、しゅららぼん - 作画：関口太郎（集英社〈ヤングジャンプコミックス〉）全4巻